# ISKCON Communications Journal
ISKCON Communications Journal (ICJ) — журнал (по мнению ряда учёных — научный журнал), издававшийся Международным обществом сознания Кришны (ИСККОН) в 1994—2005 годах. 
В ICJ публиковали свои работы многие известные учёные. Целью журнала было развитие академического изучения ИСККОН и смежных предметов; создание форумов для научного обмена; поощрение соответствующих исследований и содействие публикации материалов об ИСККОН в различных дисциплинах. Наследником ICJ является основанный в 2009 году журнал ISKCON Studies Journal, публикуемый в Оксфорде научным институтом ISKCON Studies Institute.
ICJ был основан Международным обществом сознания Кришны (ИСККОН) в 1993 году и выходил два раза в год. Учёные описывали ICJ как «интеллектуальный журнал» ИСККОН, пример претворения в жизнь политики ИСККОН по поощрению диалога с учёными. Британский религиовед и социолог Джеймс Бекфорд называл журнал ярким примером вклада религиозных движений в своё научное социологическое изучение. Бекфорд отмечал, что на страницах журнала «органические интеллектуалы» ИСККОН обсуждали свои исследования и идеи с учёными, а в некоторых случаях — проводили совместные исследования. По мнению датского религиоведа Микаэля Ротштейна, журнал играл первостепенную роль в поддержании интереса учёных к ИСККОН. Ротштейн называл ICJ как средством внутреннего общения в ИСККОН, так форумом для диалога с учёными. По его мнению, журнал олицетворял собой принципиальную заинтересованность ИСККОН в хороших взаимоотношениях с научным сообществом.